# Bitomus valdepusillus
Bitomus valdepusillus är en stekelart som beskrevs av Fischer och Ahmet Beyarslan 2005. Bitomus valdepusillus ingår i släktet Bitomus och familjen bracksteklar. Inga underarter finns listade.